# 衝

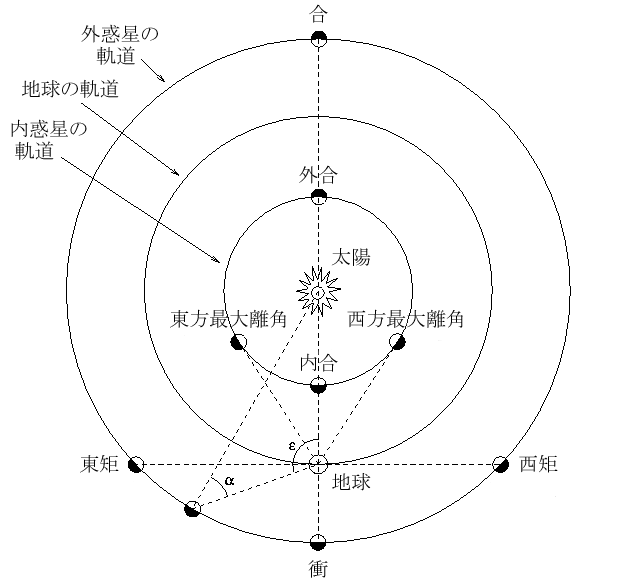

衝（しょう、英語: opposition）とは、位置天文学や占星術において、ある観測点（通常は地球）から太陽系天体を見た時に、その天体が太陽と正反対の位置にある状態、即ち最も近接する状態を指す言葉である。厳密には、地球から見たその天体と太陽の黄経の差が180度となる瞬間として定義される。また、二つの惑星が太陽をはさんで正反対の位置にある場合に「互いに衝の位置にある」と言う場合もある。衝はその定義より、外惑星のみに起こる。衝を表す記号は ☍ である。
惑星や彗星、小惑星が衝の位置にある時期は、以下のような理由からその天体の観測に最適な期間である。
- 衝の時期にはその天体は日没近くに上り、深夜頃に南中して日の出近くに沈むため、ほぼ一晩中観測することができる。
- 衝の位置にある天体は地球との距離が最も近いため、視直径が最も大きく光度も最も明るくなる。
- 荒い表面を持つ天体の場合、衝の時期には衝効果によって天体表面からの反射光が増えるために明るく見える。

地球の周囲を公転する月の場合は満月の時に太陽の正反対の衝の位置となるが、月の場合には特にこれを望と呼ぶ。月が黄経だけでなく黄緯方向についても完全に太陽の正反対の位置に来ると月食が起こる。

## 外惑星との関係
地球から見てある外惑星が衝の位置にある時、その外惑星上の観測者から地球を見ると地球は内合の位置にある。